# Theresa Villiers
Pour les articles homonymes, voir Villiers.
Theresa Villiers, née le 5 mars 1968 à Londres, est une femme politique britannique.
Membre du Parti conservateur, elle siège à la Chambre des communes du Royaume-Uni de 2005 à 2024 comme représentante de la circonscription électorale de Chipping Barnet.
De 2019 à 2020, elle est secrétaire d'État à l'Environnement, à l'Alimentation et aux Affaires rurales dans le gouvernement de Boris Johnson.

## Biographie

### Parlement européen
Siégeant de 1999 à 2005 au Parlement européen pour la circonscription de Londres, elle le quitte à la suite de son élection à la Chambre des communes lors des élections générales de 2005.

### Brexit
Pro-Brexit, elle fait partie du « Comité de campagne » du parti Vote Leave (parti créé en faveur du Brexit notamment porté par Boris Johnson), qui remporte la majorité lors du Référendum sur l'appartenance du Royaume-Uni à l'Union européenne.

### Carrière ministérielle
De 2010 à 2016, elle occupe plusieurs postes dans le premier et second gouvernement de David Cameron, plus précisément ministre d'État au sein du département des Transports de mai 2010 à septembre 2012, puis secrétaire d'État pour l'Irlande du Nord de septembre 2012 à juillet 2016. 
En juillet 2019, elle intègre le gouvernement de Boris Johnson en qualité de secrétaire d'État à l'Environnement, à l'Alimentation et aux Affaires rurales, en remplacement de Michael Gove. Elle quitte le gouvernement lors du remaniement du 13 février 2020.

### Vie privée
Elle est parente des comtes de Clarendon et de Jersey.